# Averara
Averara là một đô thị ở tỉnh Bergamo, vùng Lombardia, Italia. Đô thị này có diện tích 10,58 km2, dân số là 202 người.